# Estação Frontenac
A Estação Frontenac é uma das estações do Metrô de Montreal, situada em Montreal, entre a Estação Papineau e a Estação Préfontaine. Faz parte da Linha Verde.
Foi inaugurada em 19 de dezembro de 1966. Localiza-se na Rua Ontario. Atende o distrito de Ville-Marie.